# Leptormenis viridana
Leptormenis viridana är en insektsart som först beskrevs av Melichar 1902.  Leptormenis viridana ingår i släktet Leptormenis och familjen Flatidae. Inga underarter finns listade i Catalogue of Life.